# 357
357 （三百五十七、さんびゃくごじゅうしち、さんびゃくごじゅうなな）は自然数、また整数において、356の次で358の前の数である。

## 性質
- 357 は合成数であり、約数は 1, 3, 7, 17, 21, 51, 119 と 357 である。
  - 約数の和は576。
    - 約数の和が平方数になる20番目の数である。1つ前は345、次は364。
- 38番目の楔数である。1つ前は354、次は366。
- 各位の和が15になる18番目の数である。1つ前は348、次は366。
- 各位の積が各位の和の7倍になる3番目の数である。1つ前は297、次は375。(オンライン整数列大辞典の数列 A062384)
- 各位の立方和が495になる最小の数である。次は375。(オンライン整数列大辞典の数列 A055012)
  - 各位の立方和が n になる最小の数である。1つ前の494は13556、次の496は466。(オンライン整数列大辞典の数列 A165370)
- 357 = 12 + 102 + 162 = 22 + 82 + 172
  - 3つの平方数の和2通りで表せる88番目の数である。1つ前は355、次は358。(オンライン整数列大辞典の数列 A025322)
  - 異なる3つの平方数の和2通りで表せる69番目の数である。1つ前は356、次は360。(オンライン整数列大辞典の数列 A025340)
- 357 = 23 + 23 + 53 + 63
  - 4つの正の数の立方数の和で表せる82番目の数である。1つ前は353、次は360。(オンライン整数列大辞典の数列 A003327)
- 3つの連続素数を並べてできる2番目の数である。1つ前は235、次は5711。(オンライン整数列大辞典の数列 A132903)
  - すべての桁が素数である48番目の数である。1つ前は355、次は372。(オンライン整数列大辞典の数列 A046034)
  - すべての桁が異なる素数である26番目の数である。1つ前は352、次は372。(オンライン整数列大辞典の数列 A124673)
- 357 = 63 + 73 + 83/3 = 73 + 2 × 7
  - x = 7 のときの フィボナッチ多項式 F4(x) = x3 + 2x の値とみたとき1つ前は228、次は528。(オンライン整数列大辞典の数列 A054602)
- 357 = 192 − 4
  - n = 19 のときの n2 − 4 の値とみたとき1つ前は320、次は396。(オンライン整数列大辞典の数列 A028347)

## その他 357 に関連すること
- 西暦357年
- 年始（1月1日）から数えて357日目は12月23日。国民の祝日、平成天皇誕生日である。
- マグナム弾の口径のひとつ(.357マグナム弾)。
- 辺の長さが 3, 5, 7 の三角形において辺の長さ7に対する角は120°の角になる。